# Dreimühlenbach

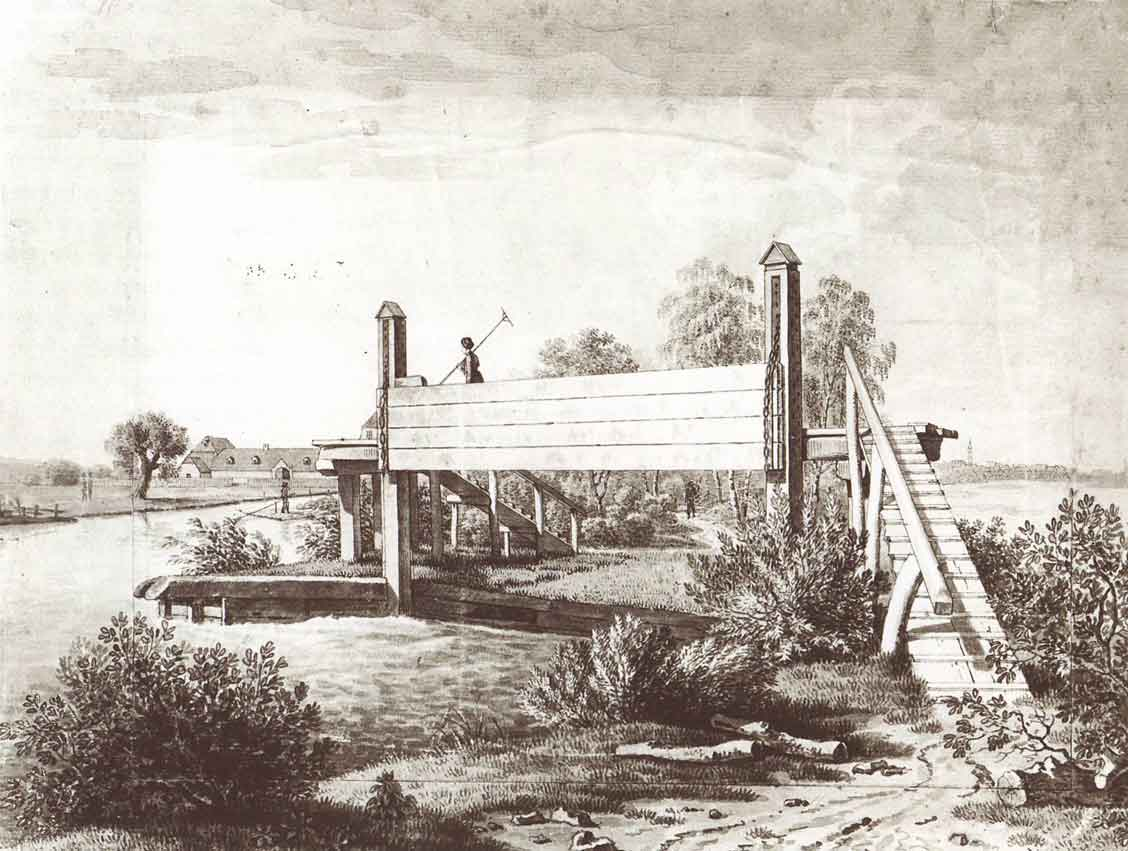
Schleusenanlage am Dreimühlenbach (von Johann Georg von Dillis)

Der Dreimühlenbach in München war einer der Münchner Stadtbäche.

## Verlauf
Der Dreimühlenbach war rund 2400 m lang, 6,40 m breit und 1,20 m tief. Er führte im Mittel 8,9 m³/s Wasser und hatte ein Gefälle von 0,25 %.
Anders als die anderen Münchner Stadtbäche bezog der Dreimühlenbach sein Wasser nicht aus dem Großen Stadtbach, sondern direkt aus der Isar. Die Ableitung befand sich etwa auf der Höhe der heutigen Franz-von-Rinecker-Straße. Von dort aus floss der Bach zunächst etwa parallel zur Isar, dann zum Großen Stadtbach, von dem er sich auf der Höhe des Heizkraftwerks Süd entfernte und westlich der Schäftlarnstraße durch das Gebiet der heutigen Großmarkthalle floss. Der weitere Verlauf folgte im Wesentlichen der Dreimühlenstraße, an der Ecke Dreimühlenstraße – Isartalstraße mündete der Bach in den Großen Stadtbach.

## Geschichte
Ursprünglich war der Dreimühlenbach wohl ein selbständiger Seitenarm der Isar, der dann für die Nutzung als Mühlbach kanalisiert wurde. Eine Mühle an dem Bach wurde bereits im 13. Jahrhundert erwähnt, der Name Dreimühlenbach ist seit 1712 belegt. Er leitet sich von den drei Mühlen ab, die an dem Bach lagen: der Brudermühle, der Aumühle und der Oberen Kaiblmühle. Die Müller dieser Mühlen waren alleine zuständig für die Instandhaltung des Bachs, mussten sich dafür aber auch nicht an der Instandhaltung der anderen Stadtbäche beteiligen, hatten also eine gewisse Unabhängigkeit. 
1898 wurde der Dreimühlenbach bereits an der Bahnstrecke in den Großen Stadtbach eingeleitet, das Teilstück nördlich davon wurde aufgelassen. 1921 wurde zum Bau der Isarwerke 2 und 3 der restliche Teil des Baches aufgelassen, aber erst 1952 wurde das Bachbett aufgefüllt.